# Kuwanaspis elongata
Kuwanaspis elongata är en insektsart som först beskrevs av Takahashi 1930.  Kuwanaspis elongata ingår i släktet Kuwanaspis och familjen pansarsköldlöss. Inga underarter finns listade i Catalogue of Life.